# Pseudaulacaspis papulosa
Pseudaulacaspis papulosa är en insektsart som beskrevs av Williams och Watson 1988. Pseudaulacaspis papulosa ingår i släktet Pseudaulacaspis och familjen pansarsköldlöss. Inga underarter finns listade i Catalogue of Life.